# Akinori Kosaka
Akinori Kosaka (小阪 昭典 Kosaka Akinori?, nacido el 14 de septiembre de 1975 en Fukui) es un exfutbolista japonés. Jugaba de centrocampista y su único club fue el Omiya Ardija de Japón.

## Trayectoria

### Clubes
| Club         | País  | Año         |
| ------------ | ----- | ----------- |
| Omiya Ardija | Japón | 1998 - 2002 |